# Gluon
Gluonul este o particulă elementară care intermediază interacțiile tari dintre quarkuri. Are masa de repaus nulă, spinul 1 și este neutră din punct de vedere electric. Gluonul are sarcină de culoare, ceea ce înseamnă că fiecare gluon generează gluoni secundari. 